# 362e division d'infanterie
La  362e division d'infanterie (en allemand : 362. Infanterie-Division ou 362. ID) est une des divisions d'infanterie de l'armée allemande (Wehrmacht) durant la Seconde Guerre mondiale.

## Historique
La 362e division d'infanterie est formée le 15 novembre 1943 en Italie dans le secteur de Rimini à partir de l'état-major de la 268. (ème) Infanterie-Division et du personnel des 44. (ème), 52. (ème), 76. (ème) et 305. (ème) Infanterie-Division en tant qu'élément de la 21. (ème) Welle (21e vague de mobilisation).
Incorporée dans la 14. (ème) Armee, elle subit de lourdes pertes en mai 1944 près de Rome et le 20 juin, elle est recomplétée avec des éléments de la 92. (ème) Infanterie-Division.
En novembre 1944, avec la 10. Armee, elle combat sur la ligne Gothique, dans le secteur de Bologne. Encerclée, elle capitule le 23 avril 1945 dans le secteur de Ferrare.

## Organisation

### Commandants
| Date                               | Grade           | Commandant       |
| ---------------------------------- | --------------- | ---------------- |
| ? novembre 1943 - 1er janvier 1945 | Generalleutnant | Heinrich Greiner |
| 1er janvier 1945 - ? février 1945  | Generalmajor    | Max Reinwald     |
| ? février 1945 - 23 avril 1945     | Generalmajor    | Alois Weber      |

## Théâtres d'opérations
- Italie : Novembre 1943 - Avril 1945

## Ordre de bataille
| 1943 - Grenadier-Regiment 954 - Grenadier-Regiment 955 - Grenadier-Regiment 956 - Divisions-Füsilier-Bataillon 362 - Artillerie-Regiment 362 - I. Abteilung - II. Abteilung - III. Abteilung - IV. Abteilung - Pionier-Bataillon 362 - Feldersatz-Bataillon 362 - Panzerjäger-Kompanie 362 - Divisions-Nachrichten-Abteilung - Divisions-Nachschubführer 362 | 1944 - Grenadier-Regiment 956 - Grenadier-Regiment 1059 - Grenadier-Regiment 1060 - Divisions-Füsilier-Bataillon 362 - Artillerie-Regiment 362 - I. Abteilung - II. Abteilung - III. Abteilung - IV. Abteilung - Pionier-Bataillon 362 - Feldersatz-Bataillon 362 - Panzerjäger-Abteilung 362 - Divisions-Nachrichten-Abteilung - Divisions-Nachschubführer 362 |